# Liste der Bodendenkmäler in Wörth an der Donau
Auf dieser Seite sind die Bodendenkmäler in der Oberpfälzer Stadt Wörth an der Donau zusammengestellt. Diese Tabelle ist eine Teilliste der Liste der Bodendenkmäler in Bayern. Grundlage ist die Bayerische Denkmalliste, die auf Basis des Bayerischen Denkmalschutzgesetzes vom 1. Oktober 1973 erstmals erstellt wurde und seither durch das Bayerische Landesamt für Denkmalpflege geführt wird. Die folgenden Angaben ersetzen nicht die rechtsverbindliche Auskunft der Denkmalschutzbehörde.

## Bodendenkmäler in Wörth an der Donau

### Bodendenkmäler in der Gemarkung Hungersacker
| Lage                    | Objekt                                             | Akten-Nr.     | Bild |
| ----------------------- | -------------------------------------------------- | ------------- | ---- |
| Hungersacker (Standort) | Mittelalterlicher Burgstall.                       | D-3-6940-0033 |      |
| Hungersacker (Standort) | Mittelalterlicher Burgstall.                       | D-3-6940-0034 |      |
| Hungersacker (Standort) | Mittelalterliche Wall-Graben-Anlage (Richtstätte). | D-3-6940-0035 |      |
| Hungersacker (Standort) | Wüstung Gschwellmühle.                             | D-3-6940-0075 |      |
| Hungersacker (Standort) | Frühneuzeitliche Wüstung Gschwellhof.              | D-3-6940-0081 |      |
| Hungersacker (Standort) | Wüstung Waxenberg.                                 | D-3-6940-0125 |      |
| Hungersacker (Standort) | Wüstung Bierschneidermühle.                        | D-3-6940-0126 |      |

### Bodendenkmäler in der Gemarkung Kiefenholz
| Lage                  | Objekt | Akten-Nr.     | Bild |
| --------------------- | --- | ------------- | ---- |
| Kiefenholz (Standort) | Siedlung vor- und frühgeschichtlicher Zeitstellung. | D-3-6940-0056 |      |
| Kiefenholz (Standort) | Siedlungsbefunde vor- und frühgeschichtlicher Zeitstellung. | D-3-6940-0128 |      |
| Kiefenholz (Standort) | Siedlung vor- und frühgeschichtlicher Zeitstellung. | D-3-7040-0153 |      |
| Kiefenholz (Standort) | Archäologische Befunde und Funde im Bereich der Katholischen Filialkirche St. Jakobus d. Ä. in Kiefenholz, darunter die Spuren von Vorgängerbauten bzw. älterer Bauphasen. | D-3-7040-0199 |      |
| Kiefenholz (Standort) | Bestattungsplatz vor- und frühgeschichtlicher Zeitstellung. | D-3-7040-0221 |      |

### Bodendenkmäler in der Gemarkung München
| Lage                                | Objekt | Akten-Nr.     | Bild |
| ----------------------------------- | --- | ------------- | ---- |
| München Amalienstraße 44 (Standort) | Mietshaus, fünfgeschossiger Neurenaissancebau, von Ferdinand Schratz, 1894–96; Rückgebäude, viergeschossiges Wohnhaus mit Mansarddach, von Hans Memminger, 1894–96. | D-3-7040-0194 |      |

### Bodendenkmäler in der Gemarkung Neuhausen
| Lage                                                                        | Objekt | Akten-Nr.     | Bild |
| --------------------------------------------------------------------------- | --- | ------------- | ---- |
| Neuhausen Aldringenstraße 2;Aldringenstraße 2a;Aldringenstraße 4 (Standort) | Mietshaus, viergeschossiger Jugendstilbau mit Balkon-Erker-Gruppe, Zwerchhaus und farbigem Putzdekor, nach Entwurf von Karl Fendt, bez. 1910; mit Hoftor und Gartenmauer, gleichzeitig. | D-3-7040-0196 |      |

### Bodendenkmäler in der Gemarkung Oberachdorf
| Lage                   | Objekt | Akten-Nr.     | Bild |
| ---------------------- | --- | ------------- | ---- |
| Oberachdorf (Standort) | Siedlung vor- und frühgeschichtlicher Zeitstellung.                                                                                       | D-3-7040-0099 |      |
| Oberachdorf (Standort) | Siedlungen der Chamer Kultur, der Hallstattzeit und der Spätlatènezeit, Bestattungsplatz vorgeschichtlicher Zeitstellung mit Kreisgräben. | D-3-7040-0204 |      |

### Bodendenkmäler in der Gemarkung Pillnach
| Lage                | Objekt                      | Akten-Nr.     | Bild |
| ------------------- | --------------------------- | ------------- | ---- |
| Pillnach (Standort) | Burgstall des Mittelalters. | D-2-7040-0032 |      |

### Bodendenkmäler in der Gemarkung Tiefenthal
| Lage                  | Objekt | Akten-Nr.     | Bild |
| --------------------- | --- | ------------- | ---- |
| Tiefenthal (Standort) | Mittelalterlicher Burgstall mit der Katholischen Nebenkirche und ehemalige Burgkapelle St. Ulrich und Wolfgang in Tiefenthal, vorgeschichtliche Höhensiedlung, mesolithische Freilandstation. | D-3-7040-0089 |      |
| Tiefenthal (Standort) | Mesolithische Freilandstation, neolithische Siedlung. | D-3-7040-0090 |      |
| Tiefenthal (Standort) | Mesolithische Freilandstation, Siedlung der Früh- und Mittelbronzezeit. | D-3-7040-0219 |      |

### Bodendenkmäler in der Gemarkung Wörth a.d.Donau
| Lage                       | Objekt | Akten-Nr.     | Bild |
| -------------------------- | --- | ------------- | ---- |
| Wörth a.d.Donau (Standort) | Mesolithische Freilandstation. | D-3-6940-0027 |      |
| Wörth a.d.Donau (Standort) | Mesolithische Freilandstation. | D-3-6940-0029 |      |
| Wörth a.d.Donau (Standort) | Archäologische Befunde im Bereich des Schlosses Wörth a.d. Donau, zuvor mittelalterliche Burg.                                                                          | D-3-6940-0031 |      |
| Wörth a.d.Donau (Standort) | Untertägige Befunde des abgebrochenen historischen Markttores von Wörth a.d. Donau.                                                                                     | D-3-6940-0071 |      |
| Wörth a.d.Donau (Standort) | Archäologische Befunde und Funde im Bereich der Katholischen Pfarrkirche St. Peter in Wörth a.d. Donau, darunter die Spuren von Vorgängerbauten bzw. älterer Bauphasen. | D-3-6940-0073 |      |
| Wörth a.d.Donau (Standort) | Bestattungsplatz der Urnenfelderzeit, vorgeschichtliche Siedlung. | D-3-6940-0127 |      |
| Wörth a.d.Donau (Standort) | Siedlungen der Jungsteinzeit, der Bronzezeit und der Latènezeit. | D-3-7040-0085 |      |
| Wörth a.d.Donau (Standort) | Siedlung vor- und frühgeschichtlicher Zeitstellung. | D-3-7040-0095 |      |
| Wörth a.d.Donau (Standort) | Siedlung vor- und frühgeschichtlicher Zeitstellung. | D-3-7040-0096 |      |
| Wörth a.d.Donau (Standort) | Siedlung vor- und frühgeschichtlicher Zeitstellung. | D-3-7040-0097 |      |
| Wörth a.d.Donau (Standort) | Paläolithische Freilandstation, Siedlung der Hallstattzeit. | D-3-7040-0217 |      |

### Bodendenkmäler in der Gemarkung Zinzendorf
| Lage                                                                | Objekt | Akten-Nr.     | Bild                       |
| ------------------------------------------------------------------- | --- | ------------- | -------------------------- |
| Zinzendorf (Standort)                                               | Mesolithische Freilandstation, Siedlungen der Jungsteinzeit, der Bronzezeit, der Urnenfelderzeit und des Mittelalters.              | D-3-7040-0091 |                            |
| Zinzendorf (Standort)                                               | Siedlungen der Jungsteinzeit, der vorgeschichtlichen Metallzeiten und der karolingisch-ottonischen Zeit.                            | D-3-7040-0209 |                            |
| Zinzendorf (Standort)                                               | Archäologische Befunde und Funde im Bereich der Katholischen Nebenkirche St. Matthäus in Zinzendorf.                                | D-3-7040-0213 |                            |
| Zinzendorf 200 m östlich von der Ortskirche St. Matthäus (Standort) | Mesolithische Freilandstation, vorgeschichtliche Siedlung, verebneter mittelalterlicher Burgstall. Siehe auch: Burgstall Zinzendorf | D-3-7040-0220 | Bodendenkmal D-3-7040-0220 |